# Iramba (huyện)
Iramba là một huyện thuộc vùng Singida, Tanzania. Thủ phủ của huyện Iramba đóng tại Shelui. Huyện Iramba có diện tích 7900 ki lô mét vuông. Đến thời điểm điều tra dân số ngày 25 tháng 8 năm 2002, huyện Iramba có dân số 367036 người.